# 鱼团
Fischer's（日语：フィッシャーズ）是日本的一個六人组合，是線上創業網路者公司UUUM旗下的YouTuber。
該團體成立於2010年2月25日，成員均來自於同一所國中，皆為朋友，因常聚在河邊玩，而取名魚團。

## 成员

### 現成員
| 英文名   | 日文名 | 出生日期      | 血型 | 代表色 |
| -------- | ------ | ------------- | ---- | ------ |
| Silkroad |        | 1994年8月19日 | O型  | 紅     |
| Masai    |        | 1995年1月12日 | O型  | 藍     |
| Ndaho    |        | 1994年8月4日  | O型  | 黃     |
| Dama     |        | 1995年2月25日 | A型  | 紫     |
| Zakao    |        | 1994年6月3日  | A型  | 黑     |
| Motoki   |        | 1994年9月3日  | O型  | 粉     |

- 全員東京都葛飾区出身。

- 成員高中畢業後分為全職參與團體活動和制作的「專業組」，以及社會就職和出演影片並行的「兼任組」。最初Silkroad和Masai分別在大學和專門學校畢業後成為專任Youtuber，其餘4位為兼任組。Dama畢業後加入遊戲相關的公司工作，Zakao從事街頭舞者和講師的工作，後來Motoki、Ndaho和Dama為專心Fischer's活動而退職成為專任組。

- 成員中Ndaho於2020年1月發表與一般女性結婚的影片，同年9月報告第一子出世，2023年5月報告第二子出世；Zakao於2022年5月發表與一般女性結婚的影片，2024年5月發表第一子出世；Silkroad於2023年6月發表與Youtuber Yun結婚的影片，2024年4月發表第一子出世。

- Silkroad、Motoki曾經在電視節目上顯露本名，Silkroad為絹張諒、Motoki為本肝魁。

- Ndaho在2023年9月2日影片公開本名、Ndaho為本田知聖。

- Masai為巴基斯坦跟日本混血兒，動畫後製相關專業，製作頻道相關動畫。

### 已離開成員
| 英文名  | 日文名 | 出生日期     | 血型 | 代表色 |
| ------- | ------ | ------------ | ---- | ------ |
| Peketan |        | 1995年2月2日 | B型  | 綠     |

- 曾為幕前成員出鏡。因為與多位女粉有不正當關係，於2020年12月27日的影片公布2021年以後退為幕後成員，負責影片動画編輯的工作。

- 2022年7月11日影片中宣布退團。

- 2024年3月30日在100分鐘鬼抓人擔任怪物嘉賓。

- 2024年4月1日之整人影片作為嘉賓登場，表示私底下仍有與Ndaho及其他成員互動，並駁回已死亡假說。

- 2024年11月1日，與塚本Joe旭共同組成音樂團體Blaze Bringer，並從本名住田 暁斗（すみだ あきと）中取為AKITO（アキト）為新藝名。

| 日文名   | 出生日期      | 出生地 | 血型 ! |
| -------- | ------------- | ------ | ------ |
| ダイブー | 1995年2月26日 | 東京都 | O型    |

- 因為與女粉有不正當關係及團員摩擦等問題而退團，在籍時未有代表色。

- 2025年1月4日 在100分鐘鬼抓人擔任怪物嘉賓。

- 2025年1月27日，應Silkroad的邀請於成團15周年紀念日與團員們一起聚餐，並透露目前已婚（影片拍攝時間點為100分鐘鬼抓人擔任怪物嘉賓2天後）。

## 音樂作品

### 串流限定
| No.  | 標題                                           | 樂曲發表日    | 收錄專輯           |
| ---- | ---------------------------------------------- | ------------- | ------------------ |
| 1st  | チャンピオンロード                             | 2016年7月5日  | 僕らの色みんなの色 |
| 2nd  | 彗星 feat.Peketan & Ndaho                      | 2017年1月28日 | 僕らの色みんなの色 |
| 3rd  | ツバサ                                         | 2017年2月28日 | 僕らの色みんなの色 |
| 4th  | 虹                                             | 2017年8月29日 | 僕らの色みんなの色 |
| 5th  | サヨナラまたな                                 | 2018年3月9日  | 僕らの色みんなの色 |
| 6th  | 未完成人                                       | 2018年7月21日 | 僕らの色みんなの色 |
| 7th  | 葛飾ラプソディー/Fischer's                     | 2019年7月27日 | New Challengers    |
| 8th  | 8月の坂                                        | 2019年8月4日  | New Challengers    |
| 9th  | 南中ソーラン ~Fischer's Version~               | 2019年8月24日 | New Challengers    |
| 10th | 好きなこと無制限                               | 2020年6月19日 | 專輯未收錄         |
| 11th | 雨                                             | 2021年6月6日  | 專輯未收錄         |
| 12th | 6 PACK PARADISE 〜序章〜                       | 2021年8月6日  | 專輯未收錄         |
| 13th | 大漁戦団サカナンジャー                         | 2022年8月21日 | 專輯未收錄         |
| 14th | 睡魔/マサイ a.k.a マサ寝坊【目覚まし時計の歌】 | 2022年9月1日  | 專輯未收錄         |

## 外部連結
官方網站
- 官方网站 （日語）
- 鱼团在UUUM上的页面：日文 （页面存档备份，存于）
- -鱼团-的新浪微博
- Fischer's-フィッシャーズ的Facebook專頁
- 鱼团的Instagram帳戶

YouTube
- 主頻道：Fischer's-フィッシャーズ- （页面存档备份，存于）
- 第二頻道：Fischer's-セカンダリ- （页面存档备份，存于）

Twitter
- Fischer's-フィッシャーズ的X（前Twitter）
  - Silkroad【Fischer's】的X（前Twitter）
  - Masai【Fischer's】的X（前Twitter）
  - Ndaho【Fischer's】的X（前Twitter）
  - Motoki【Fischer's】的X（前Twitter）
  - Zakao【Fischer's】的X（前Twitter）
  - Dama【Fischer's】的X（前Twitter）
  - Peketan【Fischer's】的X（前Twitter）

TikTok
- - Silkroad的TikTok
  - Masai的TikTok
  - Ndaho的TikTok